# (6982) 1993 UA3
(6982) 1993 UA3 (1993 UA3, 1933 SK, 1980 RS3, 1984 ND, 1989 UV6) — астероїд головного поясу, відкритий 16 жовтня 1993 року.
Тіссеранів параметр щодо Юпітера — 3,337.